# Juan Iglesias Santos

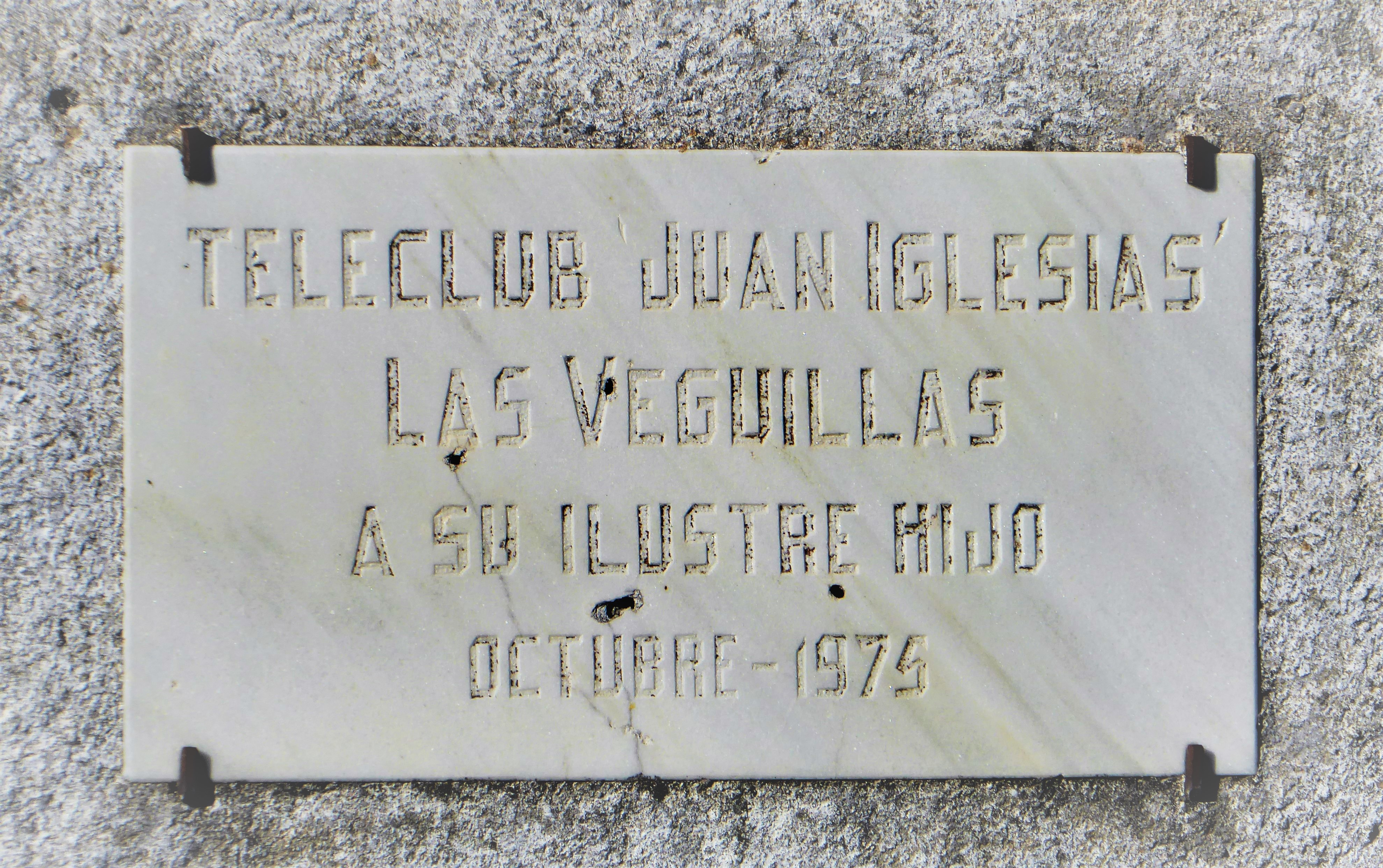
Placa commemorativa a la seua localitat natal

Juan Iglesias Santos (Las Veguillas, Castella i Lleó, Espanya, 1917) és un jurista espanyol.

## Biografia
Nascut el 2 d'agost de 1917 a Las Veguillas, població de la província de Salamanca, va estudiar secundària a Salamanca, llicenciant-se posteriorment en Dret a la Universitat Pontifícia de Salamanca. Orientat a la docència inicià la seva tasca com a professor auxiliar a la Universitat de Salamanca, passant per la Universitat de Barcelona, de la qual arribà a ser vicerector, i d'Oviedo i accedint a la càtedra de Dret romà a la Universitat de Madrid el 1953.
Ha desenvolupat una gran tasca d'investigació i docència durant la seva vida, sent des de 1980 membre de la Reial Acadèmia de Jurisprudència i Legislació. Com a divulgador del dret ha col·laborat en diversos diaris i revistes, com La Gaceta i l'ABC.
L'any 2001 fou guardonat amb el Premi Príncep d'Astúries de Ciències Socials, juntament amb El Colegio de México, per la seva significativa contribució al coneixement i a la difusió dels estudis sobre el dret romà.